# Torre e palizzata

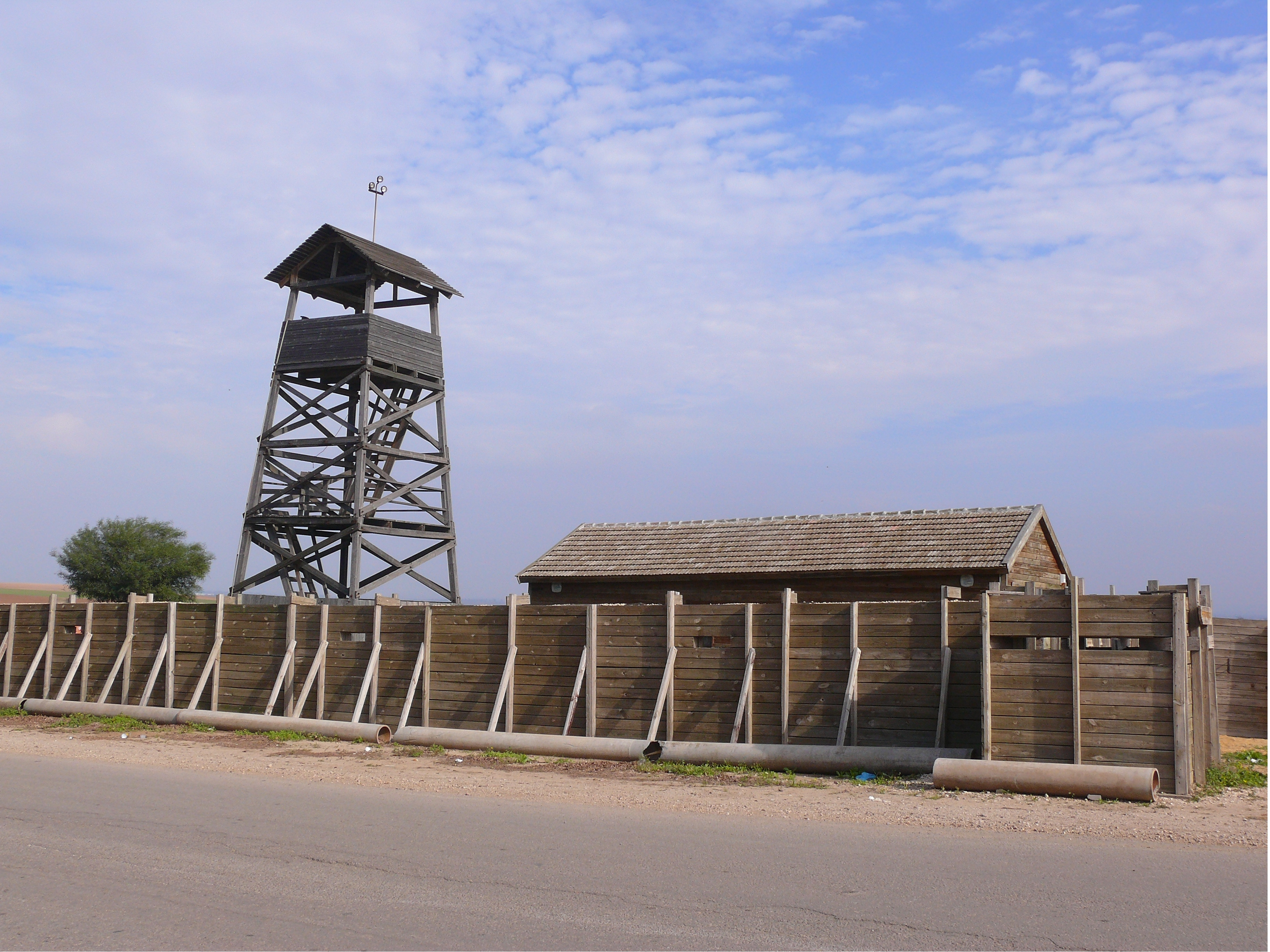
Ricostruzione di torre e palizzata nel kibbutz di Negba

Torre e palizzata (in ebraico חוֹמָה וּמִגְדָּל‎? Homa u'migdal, letteralmente "muro e torre") era un metodo di costruzione degli insediamenti dei coloni sionisti nella Palestina mandataria durante la grande rivolta araba. Nonostante le autorità britanniche avessero limitato la fondazione degli insediamenti ebraici, quelli di torre e palizzata erano accettati poiché era per prevenire possibili attacchi da parte degli arabi.